# Paray-le-Frésil
 Paray-le-Frésil  es una población y comuna francesa, situada en la región de Auvernia, departamento de Allier, en el distrito de Moulins y cantón de Chevagnes.

## Demografía
| 653 | 573 | 522 | 547 | 469 | 417 |
| Para los censos de 1962 a 1999 la población legal corresponde a la población sin duplicidades (Fuente: INSEE [Consultar]) |     |     |     |     |     |